# Ly cung Shugakuin
Ly cung Shugakuin (修学院離宮 (Tu Học viện ly cung) Shugaku-in Rikyū) là tập hợp gồm khu vườn và những tòa nhà (hầu hết dùng làm nơi thưởng thức trà -"trà thất") nằm trên một khu đồi ngoại ô phía đông cố đô Kyoto, Nhật Bản. Đây là một trong những kho tàng văn hóa quy mô lớn quan trọng nhất của Nhật Bản; khu vườn của nó cũng là một trong những khu vườn kiệt tác của Nhật.

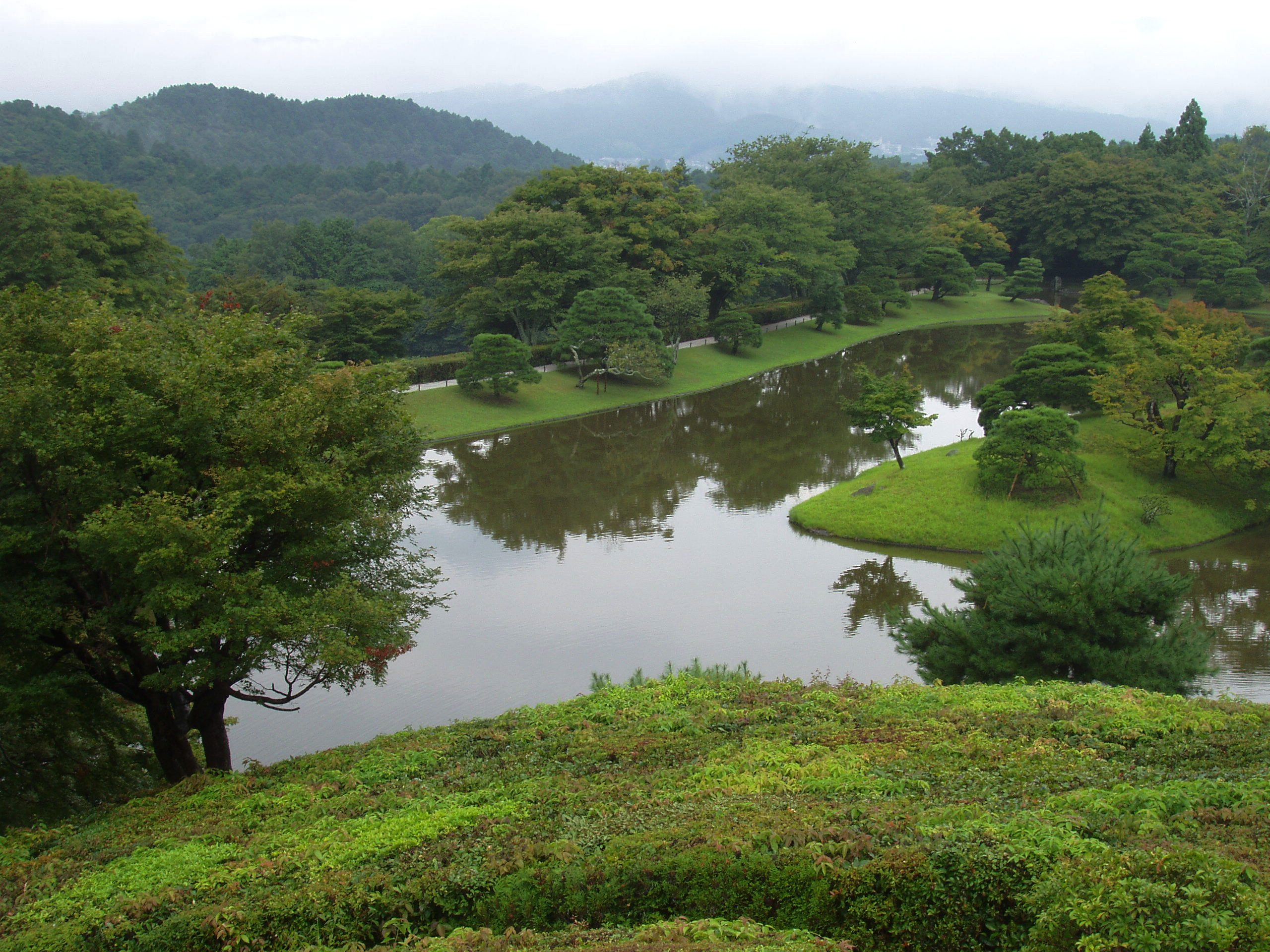
Thượng viên

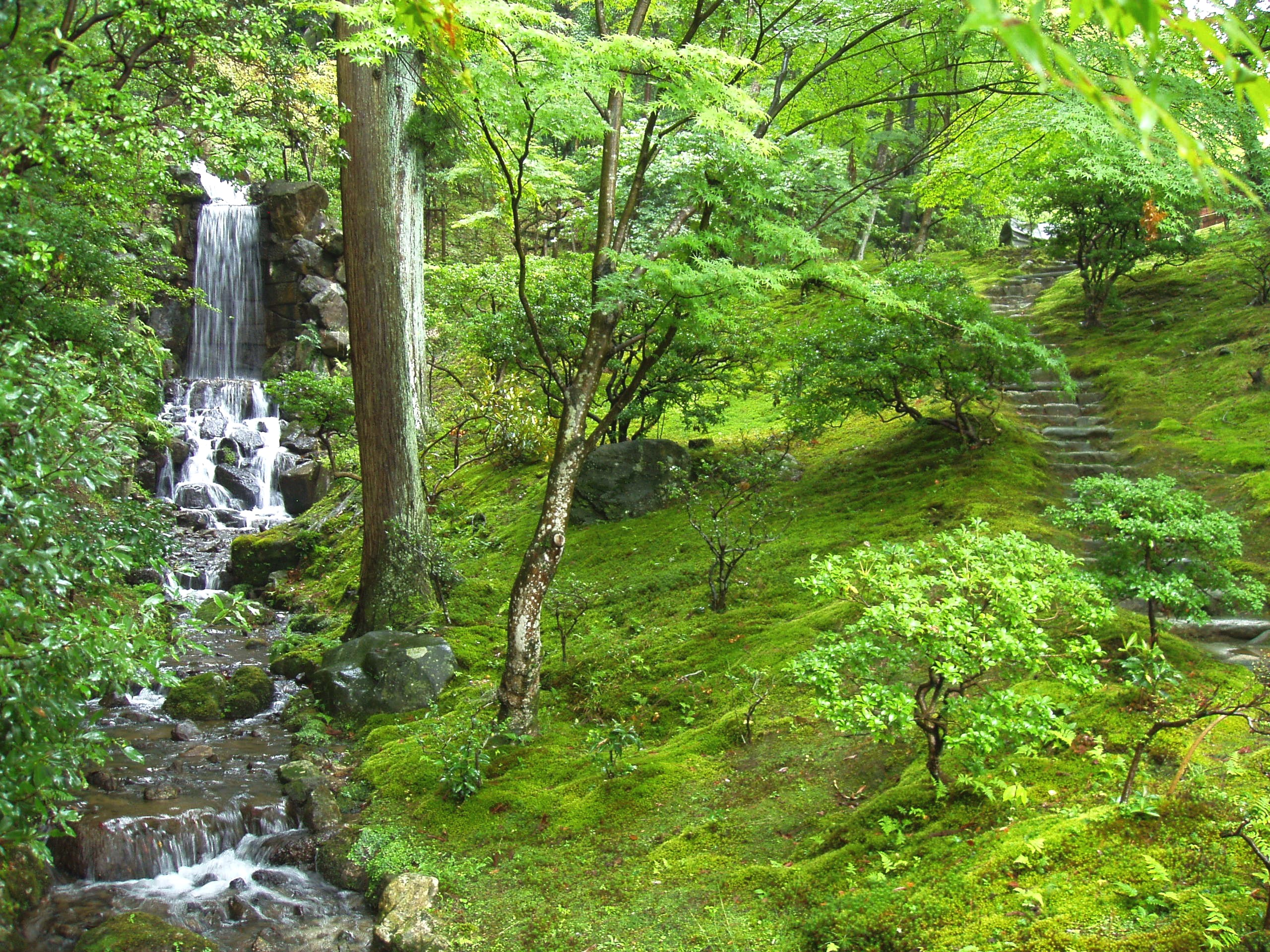
Hạ viên

Mặc dù theo kiểu một "ly cung", nhưng nó không có những tòa kiến trúc quy mô lớn như Ly cung Katsura. Shugakuin có diện tích 53 ha (133 mẫu Anh), bao gồm ba khu riêng biệt Hạ viên, Thượng viên và Trung viên (được xây sau).
Shugakuin được quản lý bởi Hoàng gia Nhật và cho phép du khách tham quan.

## Lịch sử
Ly cung Shugakuin được xây dựng sau ly cung Katsura đúng 30 năm, sau khi Thiên hoàng Go-Mizunoo trao ngôi cho con trai, ông muốn quay về ở ẩn nên đã chọn nền móng cũ của ngôi đền Shugakuin để xây một sơn trang riêng, cái tên Ly cung Shugakuin xuất phát từ đó. Được khởi công năm 1655, sau 4 năm xây dựng, một sơn trang rộng lớn theo phong cách vườn hoàng gia đã hoàn thành. Lúc đầu chỉ gồm 2 phần: Thượng viên và Hạ viên. Năm 1668, Go-Mizunoo cho xây dựng thêm một cung điện cho công chúa thứ 8 của mình là Mitsuko ở khu vực nối tiếp giữa Thượng viên và Hạ viên, mà sau này được gọi là Trung viên. Sau khi Gomizunoo băng hà, công chúa Mitsuko quyết định đi tu và biến cung điện của mình thành một ngôi chùa, gọi là chùa Ryinku-ji.
Đến năm 1885, khoảng nửa diện tích ngôi chùa do Hoàng gia Nhật quản lý. Năm 1964, Hoàng gia Nhật mua thêm đất bao quanh và đưa toàn bộ khu vực Shugakuin vào sự quản lý của hoàng gia.

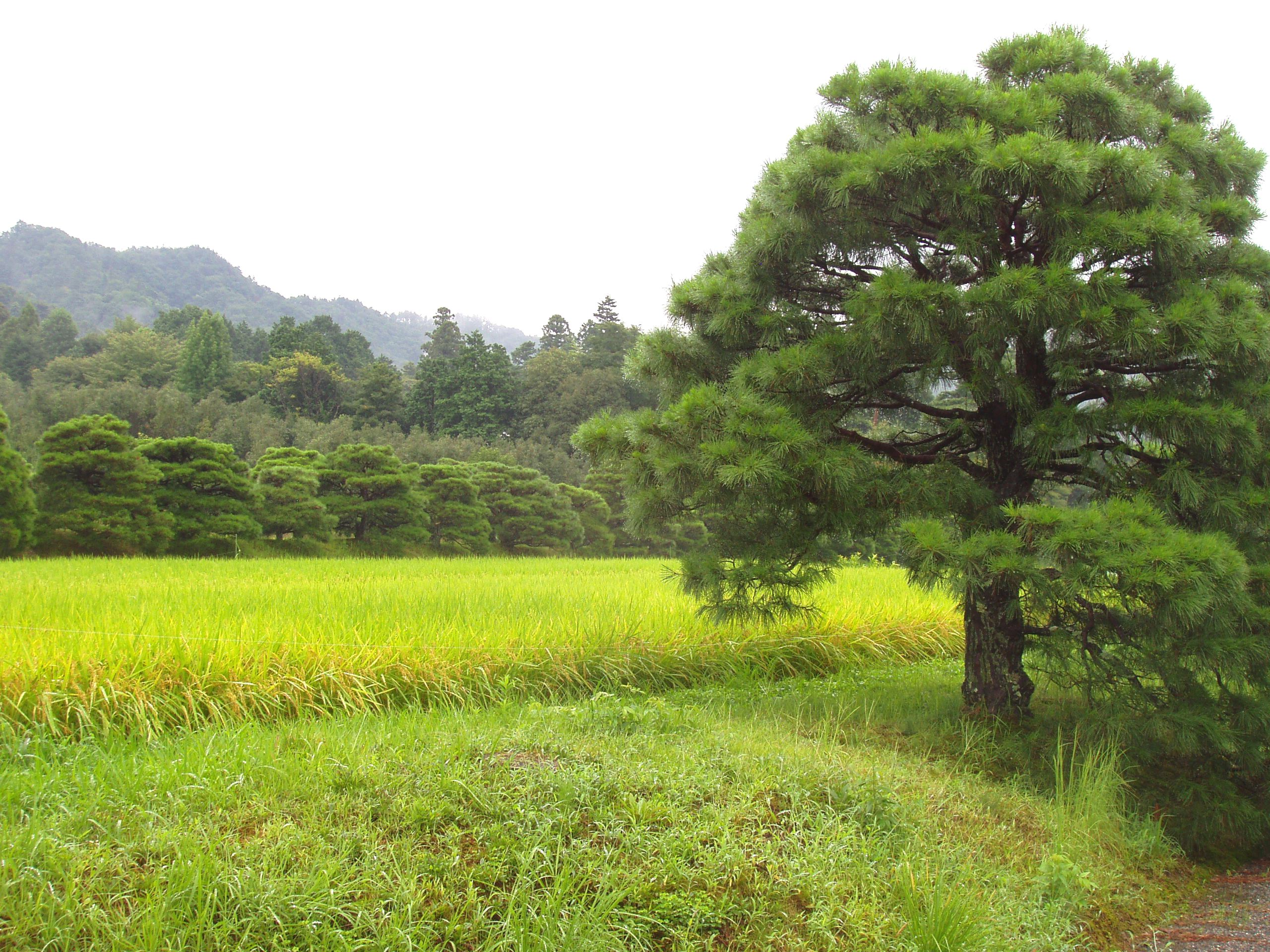
Allée
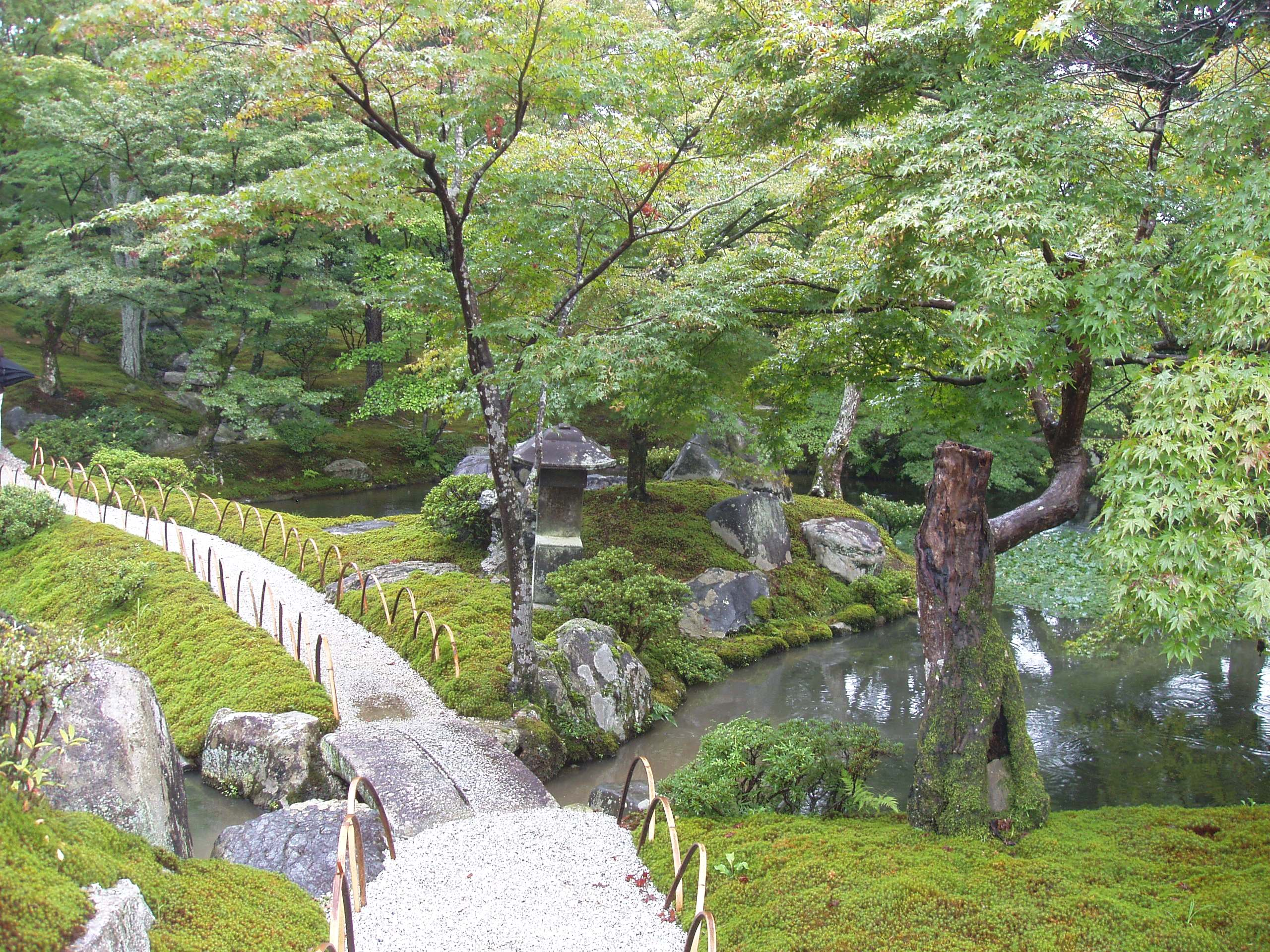
Hạ viên
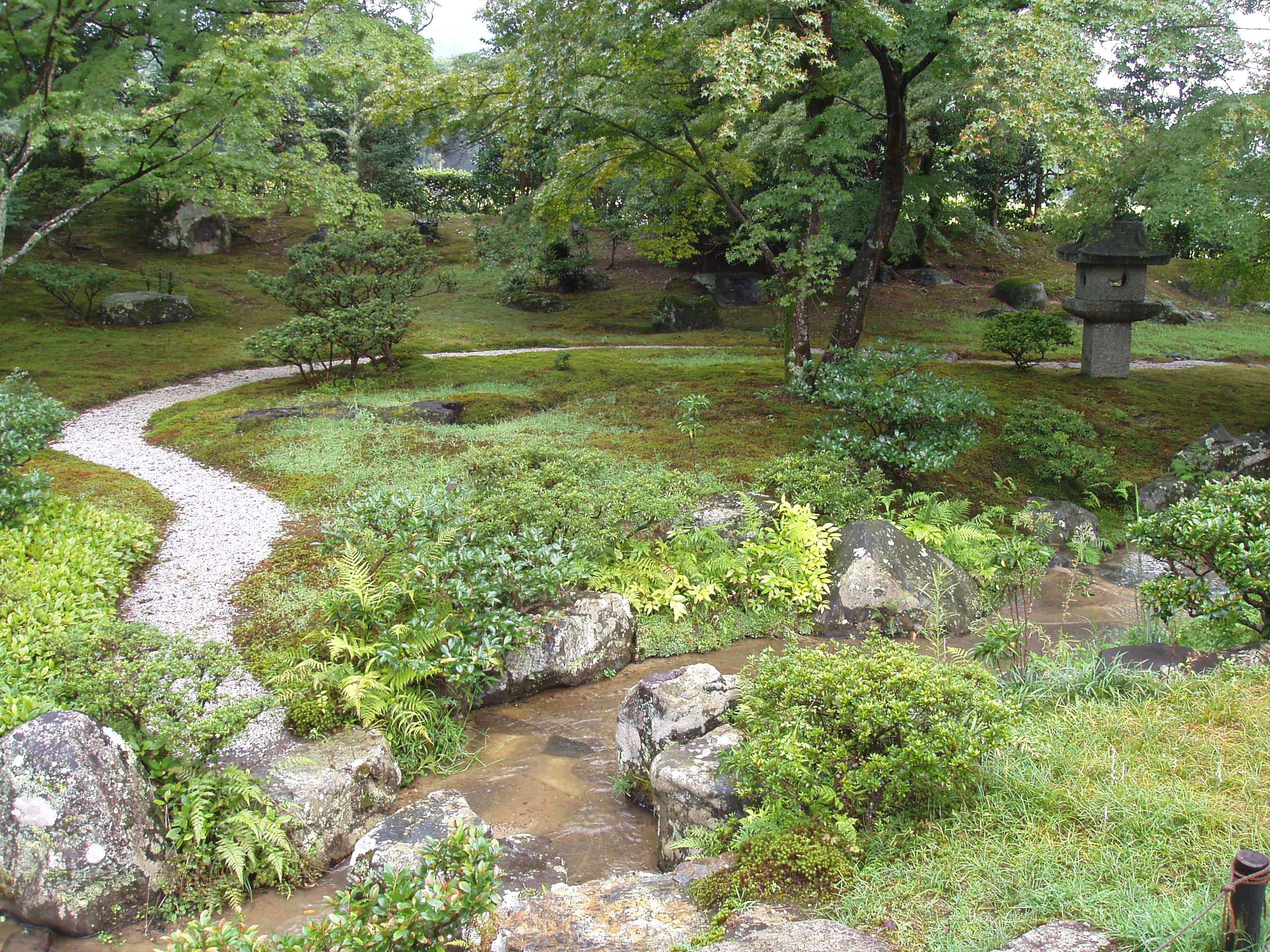
Hạ viên
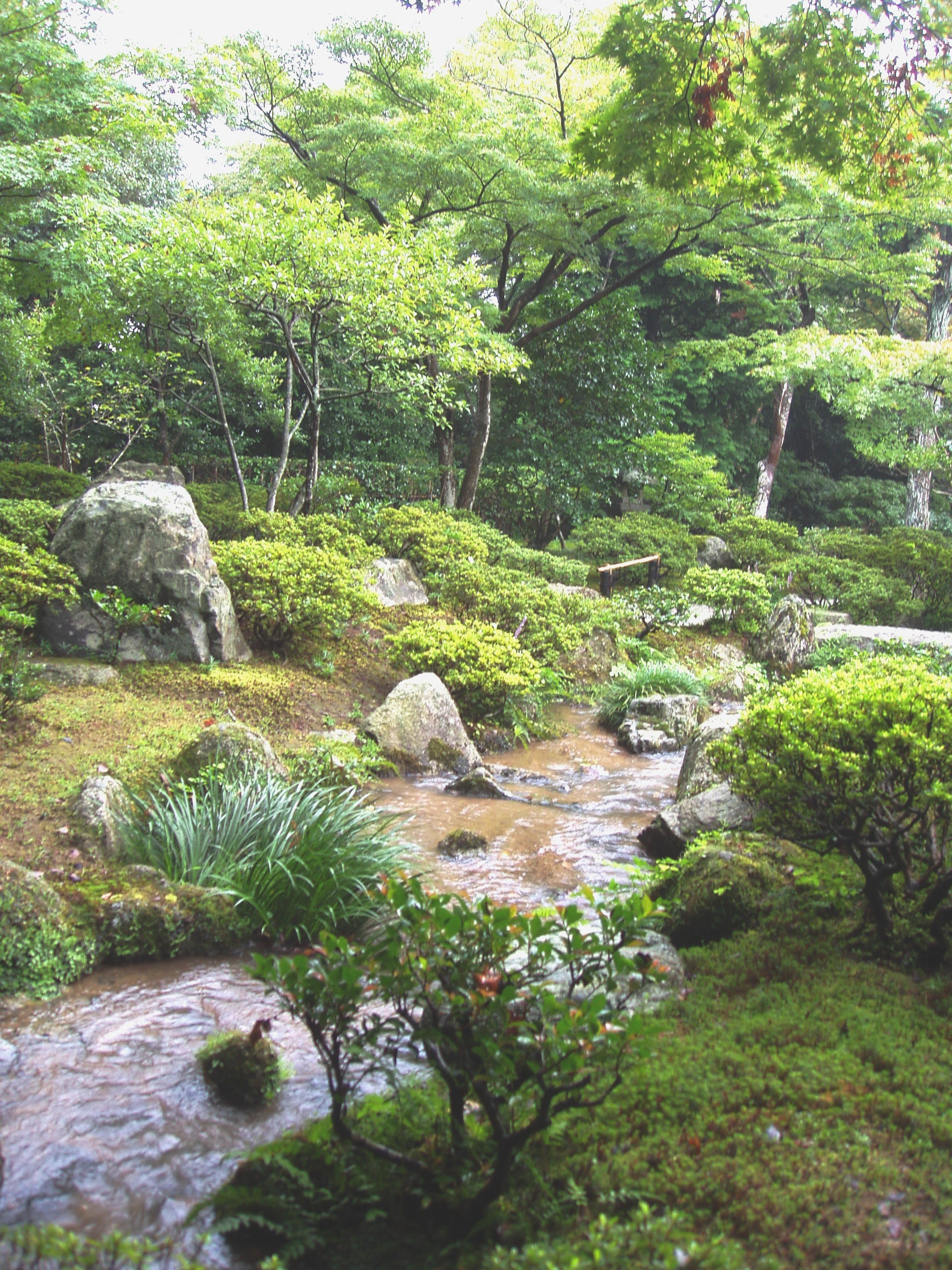
Trung viên